# Naja anchietae
Espèce
Naja anchietae est une espèce de serpents de la famille des Elapidae. 

## Répartition
Cette espèce se rencontre au Zimbabwe, au Botswana, en Namibie, en Angola et en Zambie.  

## Étymologie
Cette espèce est nommée en l'honneur de José Alberto de Oliveira Anchieta (1832-1897).

## Publication originale
- Bocage, 1879 : Reptiles et batraciens nouveaux d'Angola. Jornal de Sciências, Mathemáticas, Physicas e Naturaes, Lisbõa, vol. 7, p. 97-99 (texte intégral).